# Municipio de Jefferson (condado de Pulaski)
El municipio de Jefferson (en inglés: Jefferson Township) es un municipio ubicado en el condado de Pulaski en el estado estadounidense de Indiana. En el año 2010 tenía una población de 545 habitantes y una densidad poblacional de 5,78 personas por km².

## Geografía
El municipio de Jefferson se encuentra ubicado en las coordenadas 41°2′29″N 86°45′26″O / 41.04139, -86.75722. Según la Oficina del Censo de los Estados Unidos, el municipio tiene una superficie total de 94.28 km², de la cual 94,28 km² corresponden a tierra firme y (0 %) 0 km² es agua.

## Demografía
Según el censo de 2010, había 545 personas residiendo en el municipio de Jefferson. La densidad de población era de 5,78 hab./km². De los 545 habitantes, el municipio de Jefferson estaba compuesto por el 97,8 % blancos, el 0,92 % eran afroamericanos, el 0,18 % eran asiáticos, el 0,37 % eran isleños del Pacífico y el 0,73 % eran de una mezcla de razas. Del total de la población el 1,65 % eran hispanos o latinos de cualquier raza.